# J. D. Zeik
John David Zeik (* 5. Dezember 1959 in New York City) ist ein US-amerikanischer Drehbuchautor und Dozent am Purchase College der State University of New York.

## Leben
Die erste Produktion, die auf einem (allerdings von David Mamet komplett umgeschriebenen) Drehbuch von Zeik basiert, war Ronin aus dem Jahr 1998. Zwei Jahre später entwickelte er das Drehbuch für den Fantasyfilm Witchblade – Die Waffe der Götter, auf dessen Grundlage in den Jahren 2001 bis 2002 eine gleichnamige Fernsehserie produziert wurde. An dieser war Zeik als Ko-Ausführenderproduzent beteiligt. 2008 entstand die Direct-to-DVD-Produktion Deathly Weapon, ein Actionfilm mit Steven Seagal in der Hauptrolle.
Zeik absolvierte ein Studium an dem Purchase College der State University of New York. Im Anschluss war er als Dramatiker tätig. Seit dem Jahr 2000 ist er als Dozent im Bereich Drehbuchschreiben am Purchase College aktiv.

## Filmografie
- 1998: Ronin
- 2000: Witchblade – Die Waffe der Götter (Witchblade, Fernsehfilm)
- 2002: The Touch
- 2008: Deathly Weapon (Pistol Whipped)
- 2016: Henry the 9th (Fernsehfilm)